# Конфесія

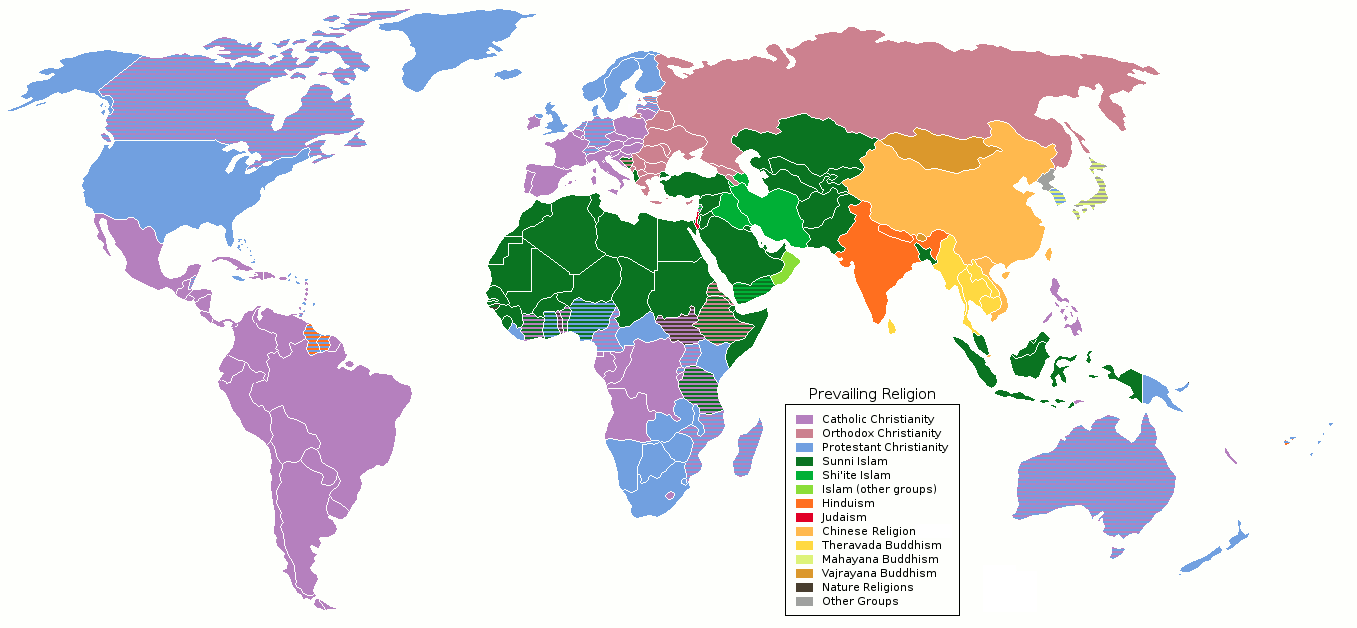
Конфесії у світі.

Конфе́сія (лат. confessio — визнання) — особливість віросповідання в межах певного релігійного вчення, а також об'єднання віруючих, послідовників цього релігійного віросповідання. 
Інша назва — релігійна деномінація (англ. religious denomination).
Термін конфесія часто вживається для опису різних християнських церков, наприклад, Православ'я, Католицизму, багатьох варіантів Протестантизму. Цей термін також використовують і для опису гілок Юдаїзму (ортодоксали, консерватори, реформатори, реконструктори) та зрідка для гілок Ісламу (суніти та шиїти).

## Християнські конфесії
Традиційно в християнстві розглядають три конфесії  — православ'я, католицизм і протестантизм. Однак такий поділ виглядає дещо спрощеним, оскільки в одній конфесії опиняються різні за віросповіданням групи. 